# 側風著陸
側風著陸是指飛機在機場跑道有側風的情況下著陸。
在強烈側風之下進場降落，是民航飛機其中一種最複雜和危險的飛行動作，因為側風會把飛機吹離跑道的中線，因此飛機師必須調整飛行的方向加以補償。一般來說這補償可以透過兩種方法來進行：分別為蟹形進場及側滑進場。

## 蟹形進場
使用蟹形進場時，飛機沿著跑道的中心線下降，並且將機首稍為轉往向風的方向。飛機在側風之下與地面相對的飛行方向，與跑道保持平衡。但同時飛機的姿態卻會與跑道形成一個夾角，稱之為蟹形角度（Crab Angle）。從地面看的飛機，好像是蟹一樣在打橫飛行，故此這種降落方式稱為「蟹形進場」。
傳統的蟹形進場，飛機師會在飛機著陸前最後一刻用方向舵扭轉機頭，將飛機的姿態與跑道對齊。這是一個難度很高的動作，時間需要控制得十分準確。倘若機頭轉得太早，飛機會被側風吹離跑道。但倘若轉得太晚，飛機的起落架在接觸地面時仍沒有對齊跑道，可能會因而損壞或折斷，嚴重時可以導致飛機撞毀。就算飛機師是在適當的時間扭轉機頭，飛機在蟹形角度減少之後會短時間隨風向側飛，令起落架無可避免需要吸收一定側向的負載。
由於蟹形進場存在著相當的風險，很多機師只會在降落的初段使用蟹形進場。當飛機下降至較低高度後，則改用側滑進場的方法，直至完成著陸。這種結合的進場方法稱為「蟹形及側滑進場」。

## 側滑進場
使用側滑進場，飛機同時使用副翼及方向舵補償因為側風而出現的偏差。
簡單來說，方向舵是用來把飛機的飛行方向调整至同跑道方向對齊，而副翼則用作將飛機維持在跑道中間線之上。在這種侧滑的飛行狀態下，飞机带有一定坡度，向侧风来流方向倾斜，用机翼升力的横向分量来抵消侧风影响。
因為側滑會令乘客稍感不適，亦增加飛機進入尾旋（Spin）的可能，故此飛機一般不會在整個下降過程都使用側滑。多數的機師都喜歡在降落的前段先使用蟹型進場，直至到快將接觸跑道前才轉成為側滑。轉變方法是透過方向舵，將飛機的機頭與跑道方向對齊。蟹型角度消失以後，飛機會被風吹離跑道中央線；所以機師會同時使用副翼，將飛機轉至側滑狀態，補償側風的推力。這種姿態要一直保持，直至飛機完全降落地面。著陸時，飞机会带有一定坡度。因此当侧风太大或飞机的接地坡度受限制较大（例如机翼较长或外挂发动机离地太近）时，不能完全采用侧滑法着陆。

## 747和B52
部分大型飛機機翼下掛的引擎和地面十分接近。使用側滑進場時，向下的機翼尖及引擎可能會碰到地面，因而限制了側滑的角度。波音747即是一例，由于发动机布局的原因，其接地坡度不能大于8度，所以波音公司不建議飛機師在最大侧风超过20海里/小时的情况下以側滑進場，但747起落架的設計可以容許著陸時的蟹形角度達到45°。美國的B-52同溫層堡壘轟炸機由於機翼很長，更需要在整個降落過程中使用蟹形進場。它的起落架特別設計成可以轉向。飛機師在接觸到地面前可以先將它轉到與跑道方向對齊。

## 外部連結
- 747在香港啟德機場使用蟹形進場的照片(英文) （页面存档备份，存于）
- 747蟹形進場短片[永久]
- 侧风着陆图解和视频材料